# Merpati Nusantara Airlines
Merpati Nusantara Airlines – nieistniejąca indonezyjska linia lotnicza z siedzibą w Dżakarcie założona w 1962.
Na początku 2014 zaprzestała wykonywania operacji lotniczych, w połowie 2022 oficjalnie ogłosiła upadłość, a w lutym 2023 została postawiona w stan likwidacji.